# Laonikos Chalkokondyles
Laonikos Chalkokondyles (asi 1423 – 1490) byl byzantský historik původem z Athén, který sepsal ve svém díle Výklad dějin (Ἀποδείξεις Ἱστοριῶν, Apodeixis historión) historický vývoj v letech 1298–1463.

## Život
Narodil se do jedné z předních athénských rodin, aby se poté v mládí stal žákem Georgia Plethona. Působil v peloponéské Mystře. Historický vývoj popisuje na rozdíl od mnoha jiných byzantských historiků již ne z pohledu Byzance, ale osmanských Turků. Při své historické práci se opíral i o turecké prameny. V díle se stylisticky snažil připodobnit Hérodotovi a Thúkýdidovi. Charakteristickým znakem jeho tvorby je silný vliv renesance a humanismu, stejně tak znalost některých, ačkoliv zkreslených, reálií západní Evropy. Náboženskou problematiku a spory podává již s odstupem, až s lhostejností, čímž se také v mnohém liší od předchozích byzantských autorů. V jeho pojetí již nejsou obyvatelé Byzance Římany, ale opět jsou jím nazýváni Řeky, Helény.
| „                         | Myslím, že není zcela nevhodné, že svůj výklad píši řeckým jazykem, poněvadž řečtina je rozšířena na mnoha místech světa... její sláva je veliká už dnes a bude ještě větší, až jednou řecký císař a jeho následovníci i synové Řeků svorně a podle svých zvyků budou spravovat pozoruhodnou říši tak, aby se v ní dobře žilo jejím občanům a navenek byla uznávána její moc. | “ |
| — Laonikos Chalkokondyles | |   |

## Vydání v češtině
- CHALKOKONDYLES, Laonikos. Poslední zápas Byzance. Praha: Odeon, 1988.